# جان فرانسوا بالمير
جان فرانسوا بالمير (بالفرنسية: Jean-François Balmer)‏ ممثل سويسري من مواليد 18 أبريل 1946 في فالجن، سويسرا. ولقد عمل على نطاق واسع في السينما الفرنسية والتليفزيون والمسرح منذ بدايات السبعينات.

## وصلات خارجية
- جان فرانسوا بالمير على موقع IMDb (الإنجليزية)
- جان فرانسوا بالمير على موقع روتن توميتوز (الإنجليزية)
- جان فرانسوا بالمير على موقع ألو سيني (الفرنسية)
- جان فرانسوا بالمير على موقع أول موفي (الإنجليزية)
- جان فرانسوا بالمير على موقع قاعدة بيانات الأفلام السويدية (السويدية)
- جان فرانسوا بالمير على موقع قاعدة بيانات الفيلم (الإنجليزية)
- جان فرانسوا بالمير على موقع كينوبويسك (الروسية)

صفحته على imdb